# 대동백화점

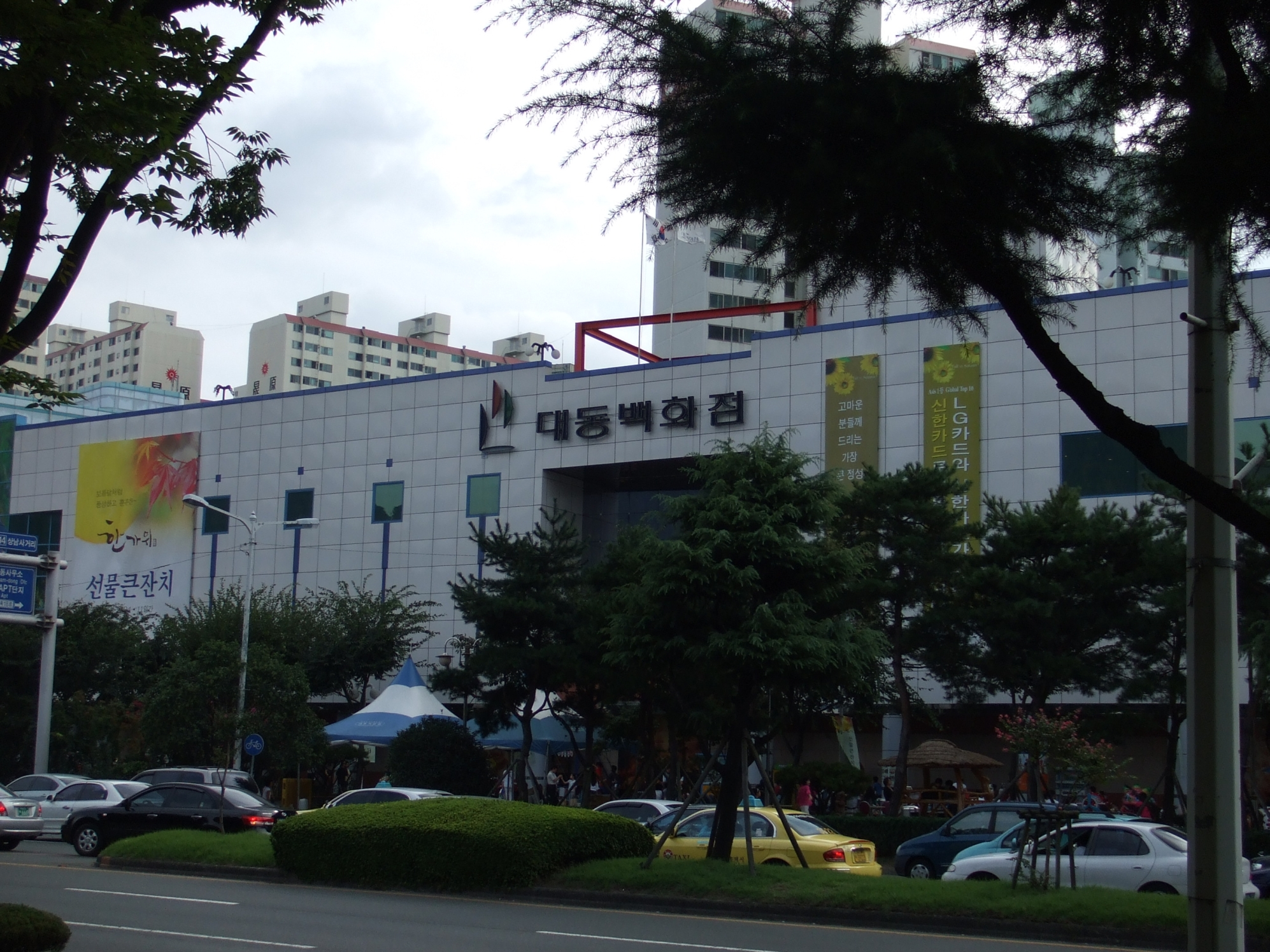
대동백화점

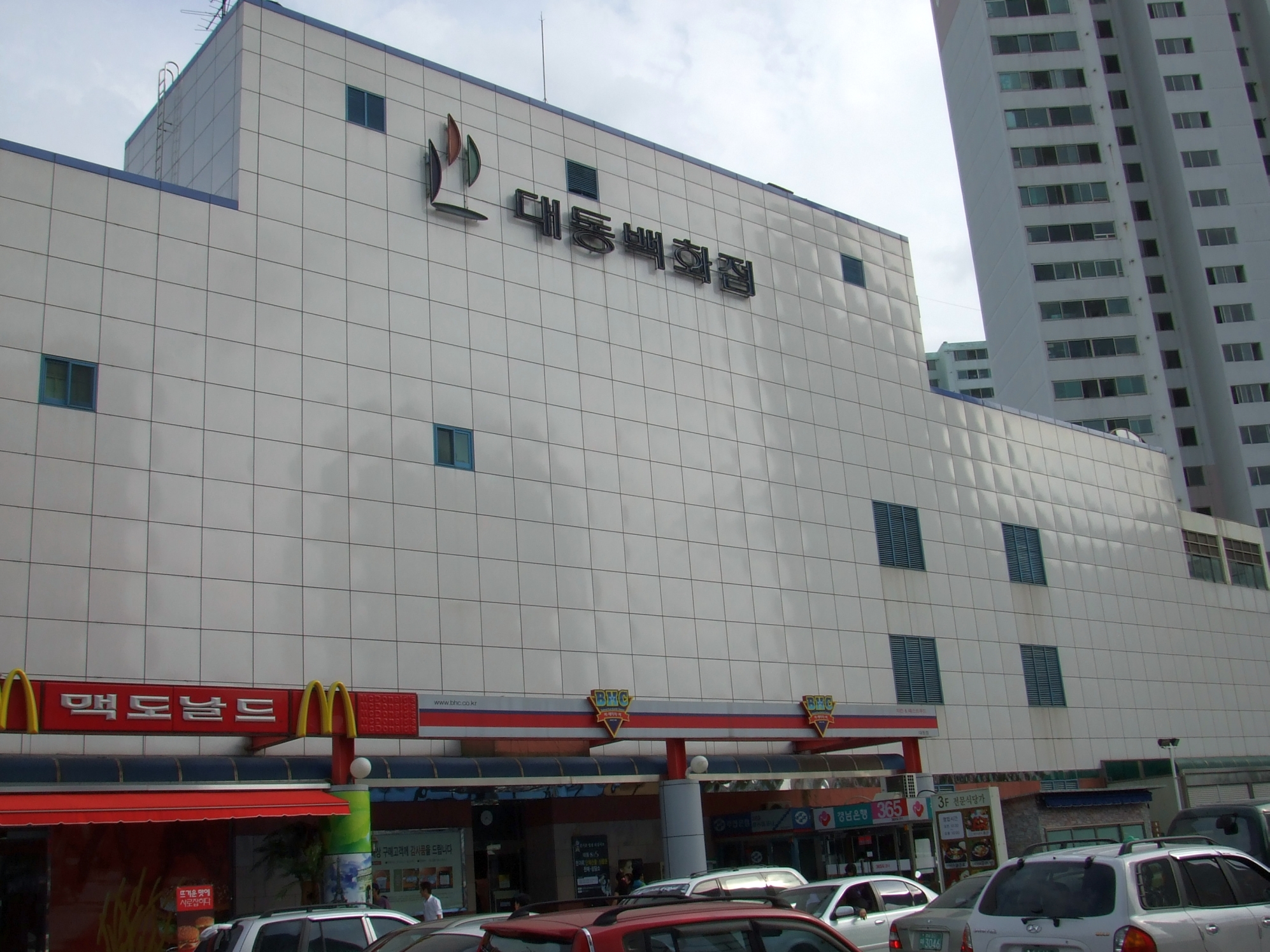
서편에서 바라본 대동백화점

대동백화점(大同百貨店)은 경상남도 창원시 성산구에 있는 백화점으로, 1995년 5월 3일 개점했다. 롯데백화점 창원점이 개점하기 전까지 창원시의 유일한 백화점이었다. 인근에는 아파트 대단지가 위치해 있다.
2000년에 금융권 퇴출기업 명단에 오르면서 한때 부도 위기를 겪었으나 다행히 위기를 면했다. 2003년, 인터넷 쇼핑몰을 열었으며 2006년에는 대폭 개편을 실시하여 효율성이 없는 3층에 위치해 있던 대형 가전 매장을 과감히 철수하고, 브랜드들을 전면 재배치하여 2006년 추계국제학술대회에서 백화점 업계에서는 처음으로 '한국마케팅과학회상'을 수상했다.
2007년에는 지난 2002년 9월부터 통계청 등의 기관에서 요청한 도·소매업 동태조사 뿐만 아니라 각종 통계 자료를 성실하고 정확하게 제공한 공로로 국무총리 표창을 받았다.
백화점 1층에는 '대동마트'가 있으며, 2011년 7월 18일부터 지하 1층에서 MBC경남 창원본부가 라디오 열전 노래방을 진행하다가 2014년 7월 11일을 끝으로 경남전역 방송정책으로 중단하였다.

## 연혁
- 2012년 12월 시내 면세점 경남지역 신규특허 업체 선정, 2013년 7월 25일 오픈
- 2012년 12월 [창원상공대상] 지역공헌부분(창원상공회의소 주관)
- 2012년 7월 [우리지역 일하기 좋은 기업] 선정(지식경제부, 경상남도 주관)
- 2013년 9월 5일 션마켓 오픈(남창원농협 농수산물유통센터 2층)

## 층별 시설
백화점은 지하 2층, 지상 3층으로 이루어져 있다.
| 3층  | 남성패션/스포츠/모던하우스                                               |
| 2층  | 여성패션/캐주얼/아동                                                     |
| 1층  | 패션잡화 / 식품관 / 노브랜드/스넥가 / 델리코너 / 고객 쉼터 / 안내 데스크 |
| 지하 | 리빙/주차장                                                              |

### 편의 시설
| 4층  | 하늘공원 / 하늘열차                                         |
| 3층  | 고객서비스센터 / 민원서류발급기 / 신한카드발급소 / 하나투어 |
| 2층  | SKY라운지 / 유아놀이방                                      |
| 1층  | 유모차대여 / 물품보관소                                     |
| 지하 | 대동갤러리                                                  |

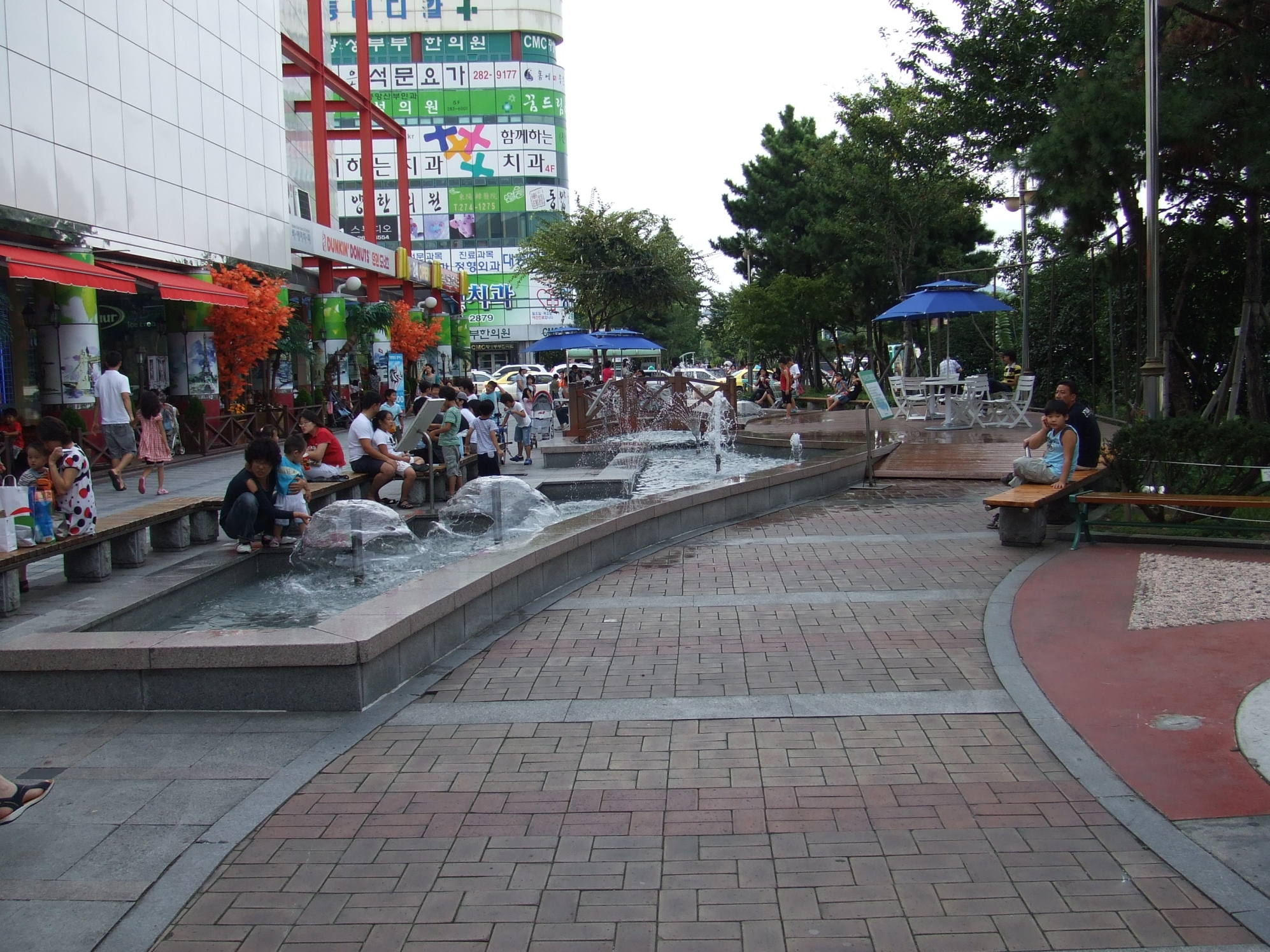
분수대

백화점 앞에는 분수대('하늘거리')와 의자를 설치해 시민들이 쉴 수 있도록 하고 있으며, 때때로 공연, 전시회 등의 행사를 열기도 한다.

### 영업시간
주중 10:30~20:00
주말 10:30~20:30(금-일, 공휴일 포함)
식품관 10:30~21:00
휴정일 연중무휴

## 문화공간
대동갤러리, MBC경남 라디오 열전 노래방, 문나이트페스티벌, 등을 통해 대동백화점은 지역과 함께하고 있다.
| 이름                             | 설명 | 기타 |
| -------------------------------- | --- | --- |
| 대동갤러리                       | 지역주민들의 문화욕구 충족과 전시공간이 필요한 작가 및 단체를 위해서 2008년 개관, 운영중에 있다. | 전시시간 -평일 AM 10:30~PM 8:00 -주말,공휴일 AM 10:30~PM 8:30이다. |
| MBC경남 라디오열전 노래방 (종료) | 노래를 사랑하는 경남도민의, 경남도민에 의한, 경남도민을 위한 방송이다. 하루평균 10여명, 연2,000명 이상이 노래 대결을 펼치며, 주말, 월말, 기말, 연말 대회를 통해 경남 최고의 아마추어 가수왕을 뽑는다.                   | -방송시간 매주 월~토 오후3시5분~4시(AM 990KHZ 표준FM 98.9MHZ) -참가방법 매주 월~금요일 오후2시 대동백화점 열전노래방 오픈스튜디오로 오시면 간단한 예심을 통해 참여하실 수 있다. |
| 문나이트 페스티벌                | 문나이트페스티발은 1차상권 주민들과, 지역 기업체를 초청하여 백화점 폐점후(2시간30분동안) 프리미엄 서비스, 특별한 가격과 할인, 다양한 이벤트가 함께 어우러져 가족, 친구, 연인과 함께하는 대동백화점만의 특별한 행사이다. | 분기별 1회(3, 6, 9, 12월, 년4회) 백화점 폐점후 오후 8시30분~11시(2시간 30분간 진행)                                                                                             |

## 주요사업
• 대동유통: 1993년 10월 22일 서상점을 처음 오픈한 후 19주년을 맞이하였다. 2011년 5월 1일 리뉴얼 오픈함.
• 와규야(요식업): 대동백화점 직영 유럽 카페스타일의 '와규' 전문점. '맛'과 '멋' 그리고 즐거움이 있는 새로운 외식문화공간
• 벤또랑(요식업): 대동백화점 직영 수제 도시락 전문점
|                | 설명 | 연회비 여부 |
| -------------- | --- | ----------- |
| 대동패밀리카드 | 대동백화점, 대동마트의 포인트 적립 카드, 결제시 카드를 제시하면 포인트가 적립된다. | 없음        |
| 대동-신한카드  | 원래는 대동-LG카드였으나, LG카드가 신한카드로 바뀌면서 이름도 바뀌었다. 기본적으로 구매금액의 1.0%만큼 카드 포인트로 적립된다. 5만원 이상 결제시 3개월 무이자 서비스 등의 혜택이 있다. | 면제        |

상품권의 경우, 5000/10,000/30,000/50,000/70,000/100,000/300,000/500,000원권이 있으며, 사용 가능한 장소는 대우백화점, 장유온천 아쿠아웨이브, 메가박스 창원7, 창원온천, 베니건스, 교보문고 창원점 등이다.